# 木引槽乡
木引槽乡，是中华人民共和国贵州省黔南布依族苗族自治州瓮安县一个已撤销的乡级行政区，2013年6月24日，贵州省人民政府批复同意瓮安县部分乡镇行政区划调整，撤销木引槽乡，将其所辖的新兴村划归珠藏镇，沿江村划归江界河镇。